# Quim Barreiros

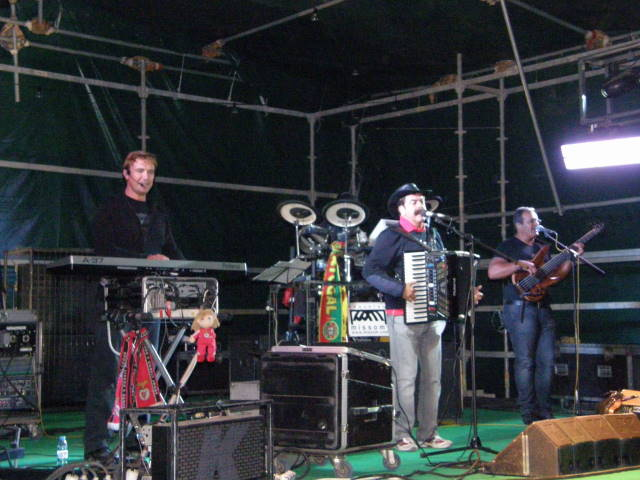
Quim Barreiros, 2008

Joaquim de Magalhães Fernandes Barreiros Denis Carballo (Vila Praia de Âncora, 19 de junio de 1947), más conocido como Quim Barreiros, es un cantante portugués de música pimba que toca el acordeón, famoso por sus letras de doble sentido.
Su carrera comenzó en 1971 y su fama se extendió también por Cuba y Hungría.

## Discografía
- Bacalhau à Portuguesa (1986)
- Riacho da Pedreira (1986)
- CD D'Ouro (1991)
- O Fedideiro (Chupa Teresa) (1992)
- Original (O Franguito do Mario) (1992)
- Insónia (1993)
- Deixa Botar Só a Cabeça (Acredita em Mim) (1993)
- Meu Dinossauro (1994)

- Os 60 Maiores Êxitos (1994)
- Nunca Gastes Tudo (1995)
- Minha Vaca Louca/Melhor Dia Para Casar (1996)
- 15 Grandes Sucessos (1997)
- Marcha da Expo'98 (A Ultima do Milénio) (1998)
- O Melhor dos Melhores (1998)
- Marcha do 3º Milénio (1999)
- A Garagem da Vizinha (2000)
- Comer, Comer (2001)
- Depois da Uma (2002)
- Cantares ao Desafio (2002)
- O Melhor de Quim Barreiros (2003)
- Na Tua Casa Tá Entrando Outro Macho (2003)
- A Cabritinha (2004)
- Riacho da Pedreira (2005)
- O Ténis (2005)
- A Padaria (2006)
- Use Álcool (2007)
- Fui Acudir (2008)
- O Peixe (2009)
- Deixa-me Chutar (2010)
- O Brioche do Vôzinho (2011)

## DVD
- Quim Barreiros E Sua Morte 2009